# Torfowiska Gór Sudawskich
Torfowiska Gór Sudawskich este o arie protejată (sit de importanță comunitară — SCI) din Polonia întinsă pe o suprafață de 98,51 ha, integral pe uscat.

## Localizare
Centrul sitului Torfowiska Gór Sudawskich este situat la coordonatele 54°20′37″N 22°55′04″E / 54.3436°N 22.9177°E.

## Înființare
Situl Torfowiska Gór Sudawskich a fost declarat sit de importanță comunitară în octombrie 2009 pentru a proteja 1 specie de plante și 6 specii de animale.

## Biodiversitate
Situată în ecoregiunea continentală, aria protejată conține 10 habitate naturale: Ape puternic oligomezotrofe cu vegetație bentonică cu Chara spp., Lacuri eutrofice naturale cu vegetație de tip Magnopotamion sau Hydrocharition, Pajiști uscate seminaturale și facies de acoperire cu tufișuri pe substraturi calcaroase (Festuco-Brometalia) (* situri importante pentru orhidee), Pajiști cu Molinia pe soluri calcaroase, turboase sau argilos-nămoloase (Molinion caeruleae), Mlaștini turboase de tranziție și turbării mișcătoare, Izvoare petrifiante cu formare de travertin (Cratoneurion), Mlaștini alcaline, Păduri de stejar și carpen Galio-Carpinetum, Mlaștini împădurite, Păduri aluvionare cu Alnus glutinosa și Fraxinus excelsior (Alno-Padion, Alnion incanae, Salicion albae).
La baza desemnării sitului se află mai multe specii protejate:
- plante (1): Hamatocaulis vernicosus
- amfibieni (2): buhai de baltă cu burta roșie (Bombina bombina), triton cu creastă (Triturus cristatus)
- mamifere (1): castor (Castor fiber)
- nevertebrate (3): libelule (Leucorrhinia pectoralis), Vertigo angustior, Vertigo geyeri